# حملتنا الصليبية الأخيرة أو صعود عالم جديد
حملتنا الصليبية الأخيرة أو صعود عالم جديد (بالإنجليزية: Our Last Crusade or the Rise of a New World)‏ هي رواية خفيفة يابانية نشرت في 2017 وتم تحويلها لمانغا نشرت في مايو 2018 حتى مارس 2021 ومسلسل أنمي من إنتاج سيلفر لينك عرض في أكتوبر 2020.